# Dead Reefs
Dead Reefs ist ein Computerspiel des kanadischen Spieleentwicklers Streko Graphics, das im Jahr 1727 auf einer fiktiven Insel vor der britischen Küste spielt. Das Adventure wurde im Juli 2007 für PCs mit dem Betriebssystem Windows veröffentlicht.

## Handlung
Der Spieler verkörpert Amadey Finvinerro, einen Sonderermittler des Gouverneurs, der auf der im Nordatlantik vor der britischen Küste gelegenen Insel Dead Reefs den Tod von Patrick Wyndham, des Sohnes des örtlichen Barons, untersuchen soll. Die Insel ist ein ehemaliges Piratennest, dessen Einwohner bis ins 17. Jahrhundert hinein Leuchtfeuer entzündeten, um Schiffe auf die die Insel umgebenden Riffe auffahren zu lassen und sie danach auszuplündern. Seit im Jahr 1619 ein Schiff mit Mönchen überfallen und ein nicht näher bezeichnetes Relikt geraubt wurde, soll ein Fluch auf der Insel lasten, der alle neun Jahre zu einem unnatürlichen Todesfall führt. Die Einheimischen bringen auch den Tod von Patrick Wyndham in Verbindung mit diesem Fluch. Die tatsächliche Todesursache herauszufinden ist die zentrale Aufgabe des Spielers. Diese wird zum einen dadurch erschwert, dass die meisten Inselbewohner Finvinerro eher feindlich begegnen, außerdem kristallisiert sich im Laufe des Spiels für jede der zentralen Figuren ein Mordmotiv heraus.

## Spielprinzip und Technik
Die Spielgrafik wird mittels der Virtools-3D-Engine in 3D und in einer Auflösung von bis zu 1280×1024 Pixeln dargestellt. Die Engine kam bereits bei Still Life und Post Mortem zum Einsatz. Gesteuert wird komplett mit der Tastatur. Die Kamera ist dabei hinter der Spielfigur fixiert (Third-Person-Perspektive) und folgt ihm, man kann sich also beim Umherbewegen nicht frei umschauen. Eine klassische Egoperspektive ist optional anwählbar; in dieser kann sich der Spieler zwar frei umschauen, aber nicht bewegen. Bewegungen der Spielfigur erfolgen über die WASD-Tasten, Aktionen werden über die Cursortasten gesteuert, für Sonderaktionen gibt es darüber hinaus Sondertasten. Gelangt der Spieler beim Umherlaufen in die Nähe eines Hotspots, so wird dies auf dem Bildschirm angezeigt.

## Produktionsnotizen
Für Streko Graphics, die zuvor die zweiteilige, Myst-ähnliche Adventureserie Aura entwickelt hatten, war das finanziell weniger erfolgreiche Dead Reefs das letzte Spiel.

## Rezeption
Metacritic aggregierte 14 Rezensionen des Spiels zu einer Durchschnittswertung von 51/100. Das Spielemagazin 4Players lobte die spannende Story und das düstere Ambiente der Spielwelt, kritisierte aber die „unmögliche“ Steuerung, die Kameraführung, die einschränkende Linearität des Spiels sowie mangelnde Erzähltiefe, die sich auch in oberflächlicher Charakterzeichnung widerspiegele. Das Fachmagazin Adventure-Treff sah hingegen detailliert ausgearbeitete und realistisch agierende Charaktere, deren Mimik ihre aktuelle Gefühlslage wiedergebe, und lobte die detailreiche, atmosphärische Grafik, die nur durch „ein paar wenige Kanten und hier und da verwaschene Texturen“ abgewertet werde. Das Magazin kritisierte „grobe Übersetzungsfehler“ im Vergleich zwischen englischer Originalfassung und deutscher Synchronisation und notierte ansonsten ebenfalls eine spannende Story, eine starke Linearität und eine verunglückte Steuerung. IGN konstatierte in einem allgemeinen Verriss eine im Spielverlauf „dahinwelkende“ Story, eine „deprimierend traurige“ Steuerung und schablonenhafte Charaktere, die zudem ungelenk animiert seien und über keinerlei Lippensynchronität verfügten, dafür aber über unscharfe und langweilige Texturen. Lediglich die düstere Atmosphäre des Spiels wurde positiv hervorgehoben.
In Fachmedien wurde mehrfach die Ähnlichkeit des Spielercharakters Amadey Finvinerro mit Johnny Depp in den Filmen Fluch der Karibik und Sleepy Hollow hervorgehoben.